# REDIAL
REDIAL (Red Europea de Información y Documentación sobre América Latina) is een vereniging van 43 Europese bibliotheken en documentatiecentra over Latijns-Amerika in België, Duitsland, Frankrijk, Nederland, Oostenrijk, Polen, Slowakije, Spanje, Rusland, Verenigd Koninkrijk, Zweden en Zwitserland. REDIAL is een platform om de communicatie, de samenwerking en de uitwisseling van informatie te bevorderen tussen onderzoekers, bibliothecarissen en documentalisten die zich bezighouden met Latijns-Amerika op het gebied van de Geesteswetenschappen en de Sociale Wetenschappen.

## Databases
REDIAL onderhoudt op haar website verscheidene databases over documentatie en onderzoek met betrekking tot Latijns-Amerika:
- Europese proefschriften
- inhoudsopgaven van Europese tijdschriften
- virtuele bibliotheek met digitale documenten
- onderzoekscentra in Europa
- Europese masteropleidingen
- Europese onderzoekers
- Europese informatiebronnen
- links

## Publicaties
- Elektronisch bulletin Europa – América Latina. Puentes para un diálogo met nieuws van de Europese onderzoeks- en documentatiecentra met betrekking tot Latijns-Amerika
- Wetenschappelijk tijdschrift Anuario Americanista Europeo, in samenwerking met CEISAL.

## Organisatiestructuur
REDIAL is een Europese internationale vereniging naar Belgisch recht, zonder winstoogmerk. De organisatiestructuur bestaat uit een Bestuur (Comité Ejecutivo), waarin de nationale coördinatoren (gekozen door de leden van een land) zitting hebben, en de Algemene Ledenvergadering (Asamblea General de Socios).
In Nederland is er één lid van REDIAL:
- Centrum voor Studie en Documentatie van Latijns-Amerika (CEDLA), Universiteit van Amsterdam

## Geschiedenis
Op initiatief van het Franse CNRS (Centre National de la Recherche Scientifique), is in 1988 door Europese onderzoekers en onderzoeks- en documentatiecentra met betrekking tot Latijns-Amerika, het symposium "Informatiesystemen in de Sociale en Geesteswetenschappen met betrekking tot Latijns-Amerika in Europa: opmaat voor Europese samenwerking" georganiseerd, tijdens het 46e Internationaal Amerikanistencongres in Amsterdam. Op het symposium kwamen de deelnemers overeen om een Europees netwerk op te richten dat collectieve instrumenten op het gebied van documentatie kon ontwikkelen om de uitwisseling te bevorderen van wetenschappelijke informatie over Latijns-Amerika geproduceerd in Europa.
Op een bijeenkomst in het hoofdgebouw van het Spaanse Consejo Superior de Investigaciones Científicas (CSIC) in Madrid op 6 en 7 maart 1989 werden de ideeën en suggesties van het symposium in Amsterdam geconcretiseerd. De 35 aanwezige Europese instellingen stelden een plan op, dat uitgevoerd zou worden door een internationale vereniging, die de continuïteit van de werkzaamheden en het bereiken van de doelen zou waarborgen. Een voorlopig Uitvoerend Comité werd benoemd om een ontwerp van de statuten op te stellen.
De oprichtingsvergadering van REDIAL vond plaats in Frankrijk (Bordeaux-Talence en Saint-Émilion) van 30 november tot en met 2 december 1989. De oprichters waren 35 Europese instellingen met betrekking tot Latijns-Amerika, waaronder onderzoekscentra, bibliotheken, documentatiecentra en NGO’s, uit België, Duitsland, Frankrijk, Nederland, Oostenrijk, Spanje en het Verenigd Koninkrijk.